# Synchroonzwemmen op de Olympische Zomerspelen 1996
Synchroonzwemmen was een van de sporten die werden beoefend tijdens de Olympische Zomerspelen 1996 in Atlanta. Het deelnemersveld bestond uit 78 deelnemers, verdeeld over een evenement. Het synchroonzwemmen werd van 30 juli t/m 2 augustus gehouden in het Georgia Tech Aquatic Center. Naast het synchroonzwemmen vonden hier ook de waterpolo, schoonspringen, zwemmen en het zwemonderdeel van de moderne vijfkamp plaats.

## Deelnemende landen
Er deden 80 zwemmers uit 8 landen mee bij het synchroonzwemmen op de Olympische Zomerspelen in Atlanta.

## Competitieschema
Hieronder volgt het competitieschema van het synchroonzwemmen op de Olympische Zomerspelen 1996. Het evenement werd gehouden van 30 juli tot en met 2 augustus 1996 en duren respectievelijk twee dagen. De finale voor het team was op 2 augustus.
| Q | Kwalificatie | F | Finale |

| Datum →     | 30 | 31 | 1 | 2 |
| Onderdeel ↓ | 30 | 31 | 1 | 2 |
| ----------- | -- | -- | - | - |
| Team        | Q  |    |   | F |

## Medailles

### Medaillewinnaars
| Onderdeel | Goud | Goud | Zilver | Zilver | Brons | Brons |
| --------- | ---- | --- | ------ | --- | ----- | --- |
| Team      | USA  | Suzannah Bianco Tammy Cleland Becky Dyroen-Lancer Heather Pease Jill Savery Nathalie Schneyder Heather Simmons-Carrasco Jill Sudduth Emily LeSueur Margot Thien | CAN    | Karen Clark Sylvie Fréchette Janice Bremner Karen Fonteyne Christine Larsen Erin Woodley Cari Read Lisa Alexander Valérie Hould-Marchand Kasia Kulesza | JPN   | Miya Tachibana Akiko Kawase Rei Jimbo Miho Takeda Raika Fujii Miho Kawabe Junko Tanaka Riho Nakajima Mayuko Fujiki Kaori Takahashi |

## Medaillespiegel
| Plaats | Land             | NOC    | Goud | Zilver | Brons | Totaal |
| ------ | ---------------- | ------ | ---- | ------ | ----- | ------ |
| 1      | Verenigde Staten | USA    | 1    | 0      | 0     | 1      |
| 2      | Canada           | CAN    | 0    | 1      | 0     | 1      |
| 3      | Japan            | JPN    | 0    | 0      | 1     | 1      |
| Totaal | Totaal           | Totaal | 1    | 1      | 1     | 3      |

Los Angeles 1984 · 
Seoel 1988 · 
Barcelona 1992 · 
Atlanta 1996 · 
Sydney 2000 · 
Athene 2004 · 
Peking 2008 · 
Londen 2012 · 
Rio de Janeiro 2016 · 
Tokio 2020 · 
Parijs 2024 · Los Angeles 2028
Medaillewinnaars 
Atletiek · Badminton · Basketbal · Boksen · Boogschieten · Gewichtheffen · Gymnastiek · Handbal · Hockey · Honkbal · Judo · Kanovaren · Moderne vijfkamp · Paardensport · Roeien · Schermen · Schietsport · Schoonspringen · Softbal · Synchroonzwemmen · Tafeltennis · Tennis · Voetbal · Volleybal · Waterpolo · Wielersport · Worstelen · Zeilen · Zwemmen